# Oulainen
Oulainen (in svedese Oulais) è una città finlandese di 7025 abitanti, situata nella regione dell'Ostrobotnia Settentrionale.